# NK Varaždin
NK Varaždin war ein Fußballverein aus der kroatischen Stadt Varaždin.

## Geschichte
Der Verein wurde 1932 unter dem Namen Slavija Varaždin gegründet und im Jahr 1945 in Tekstilac (Ableitung von „Textil“; die Textilindustrie war zu dieser Zeit in Varaždin vorherrschend) umbenannt. 1958 erfolgte eine weitere Namensänderung hin zum heute bekannten Namen VARTEKS Varaždin (VAR steht für Varaždin, TEKS steht wiederum für die Textilindustrie). Die in Varaždin ansässige Textilfirma VARTEKS d.o.o. war bis vor einiger Zeit auch Hauptsponsor des Vereins.
Seit dem Absprung dieses wichtigen Sponsors hat der Verein mit extremen Existenzschwierigkeiten zu kämpfen. Aus diesem Grund mussten in den letzten Jahren viele Stammspieler verkauft und durch Jugendspieler aus dem eigenen Nachwuchs ersetzt werden. Die Jugendarbeit des Vereines ist jedoch mittlerweile in ganz Kroatien als vorbildlich bekannt.
Varteks blieb es in der Vergangenheit verwehrt, einen Titel zu erobern, so scheiterte man 1961 im damals jugoslawischen Pokalfinale an Vardar Skopje. Den größten Erfolg erreichte der Verein 1938 noch unter dem Namen Slavija Varaždin mit dem Einzug in die damalige erste Liga Jugoslawiens (Savezna liga).
Nach dem Bürgerkrieg und der Erlangung der Unabhängigkeit Kroatiens wurde der Verein direkt in die neu gegründete erste kroatische Liga (1. HNL) aufgenommen und erreichte als beste Platzierung den dritten Rang hinter den bekannten Klubs Dinamo Zagreb und Hajduk Split. Zudem stand man in den vergangenen Jahren des Öfteren im Pokalfinale, verlor jedoch alle Endspiele jeweils gegen Dinamo Zagreb. Mit dem Einzug ins Pokalfinale sicherte sich Varteks allerdings jedes Mal die Teilnahme an einem europäischen Wettbewerb. Hier lassen sich als größte Erfolge der Sieg in der ersten Runde des UEFA-Cups im Jahre 2001 gegen Aston Villa, sowie die Eliminierung des holländischen Vertreters SC Heerenveen im Jahr 1998 im damals noch bestehenden Europapokal der Pokalsieger und damit verbunden das Erreichen des Viertelfinales des Wettbewerbs anführen.
Im Jahr 2012 geriet der Verein in finanzielle Schieflage. Um Sponsoren anzulocken, verzichtete man auf den Beinamen Varteks und erhoffte sich einen neuen Namenssponsor. Dies gelang allerdings nicht. In jener Saison konnte man aufgrund fehlenden Geldes an drei Auswärtsspielen nicht teilnehmen, was zur Folge hatte, dass der Verein suspendiert wurde und den Zwangsabstieg in die niedrigste Spielklasse mit sich brachte. Im Insolvenzverfahren wurde ein Nachfolgeverein gegründet, welcher VSNK Varazdin benannt wurde und hauptsächlich für die recht erfolgreiche Jugendabteilung stehen sollte. Diese spielte in der ersten Liga und man wollte die jungen talentierten Fußballer nicht für die Misswirtschaft des Vereins mitbestrafen. Aus diesem Nachfolgeverein wurde dann schließlich unter gleicher Führung der aktuelle Verein NK Varazdin gegründet. Auch wenn der Verein nirgends als offizieller Nachfolger des einstigen NK Varteks benannt ist, so spielt er trotzdem in dessen Stadion, hat dieselben Vereinsfarben, dasselbe Wappen in abgeänderter Form (ohne „Varteks“) und dieselben Funktionäre die den Verein leiten. Fast zeitgleich machten die Fans um die „White Stones“ ihren Unmut über die Vereinsführung breit und gründeten schon Ende 2011 unter dem bekannten (und nunmehr freien) Namen NK Varteks einen eigenen Verein. Dieser schaffte es immerhin bis in die dritte Liga.
Aus der letzten Liga schließlich wurde man ein Jahr später aufgrund eines Formfehlers des HNS in die dritte Liga befördert (man übersprang drei Ligen). Von da an schaffte man den (Fast-)Durchmarsch in Liga eins. In der Saison 2017/18 wurde man Zweiter in Liga 2 und scheiterte in der Relegation an NK Istra. Ein Jahr später schaffte man den direkten Aufstieg in die erste Liga. Die Bevölkerung feierte den Aufstieg als Wiedereintritt in die erste Liga, rechtlich gesehen ist das aber unter diesem Namen die erste Teilnahme überhaupt an Liga 1.

## Spieler
- Tomislav Kocijan (198?–1989)
- Danijel Štefulj (1991–1995)
- Davor Vugrinec (1992–1997, 2010–2012)
- Saša Bjelanović (1997–1999, 2000–2002)
- Srebrenko Posavec (19??–1999, 2005–2006)
- Nikola Pokrivač (1998–2002) Jugend, (2002–2006) Spieler,
- Adam Sušac (19??–2008) Jugend, (2008–2012) Spieler,

## Trainer
- Luka Bonačić (1995–1996)
- Miroslav Blažević (2003–2005)
- Josip Kuže (2007)

## Stadion

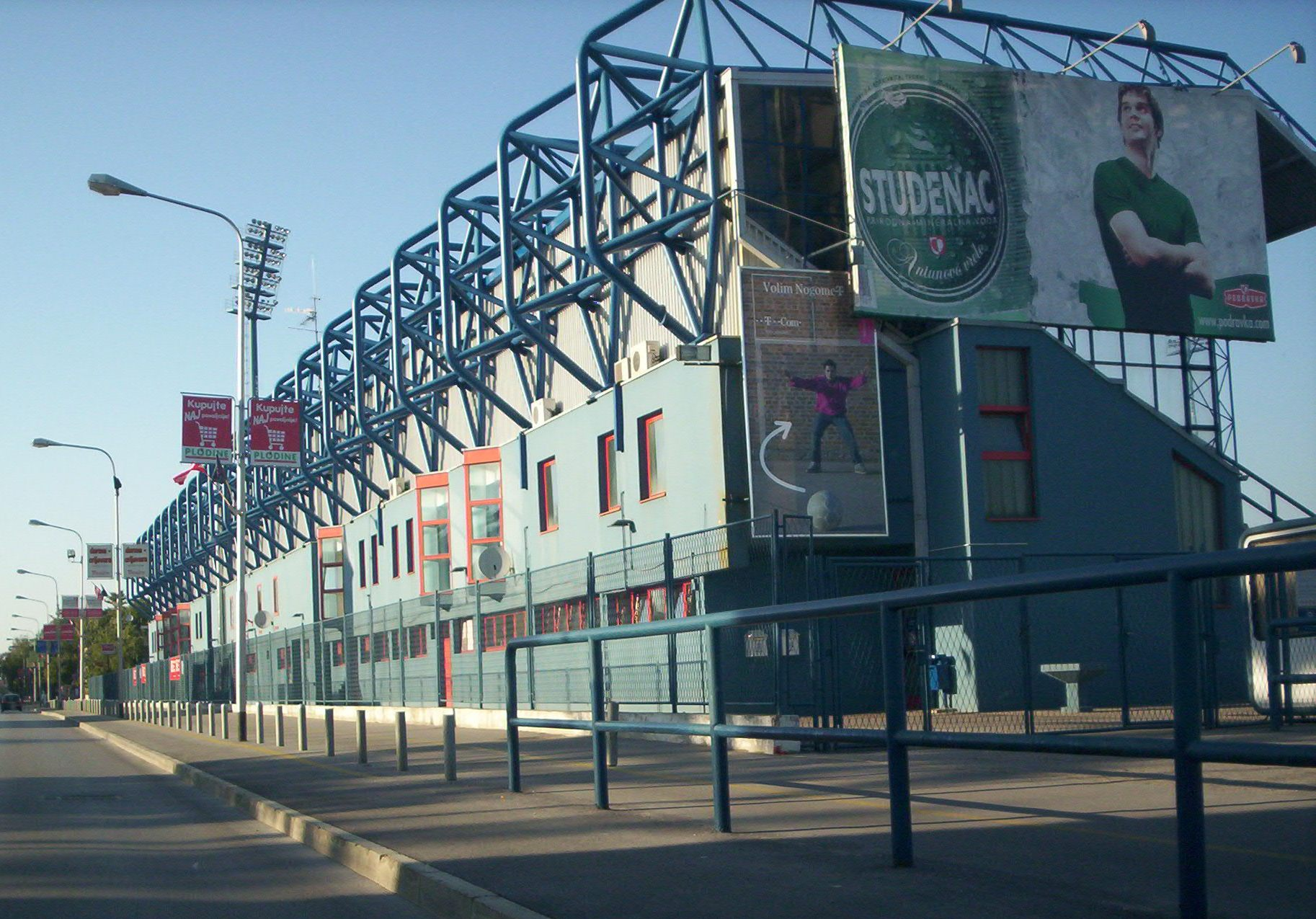
Ansicht Haupttribüne Straßenseite

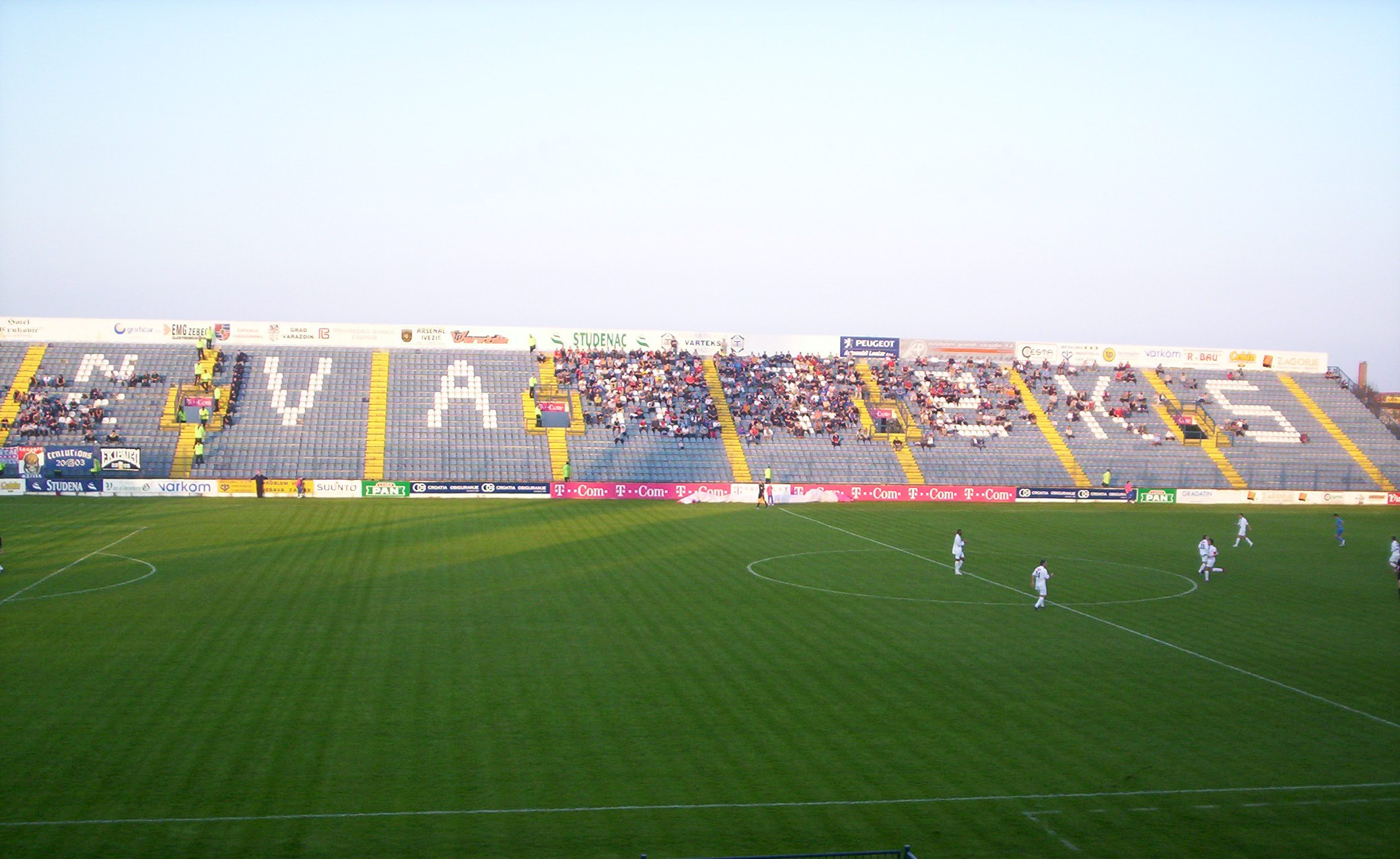
Gegentribüne beim Heimspiel gegen NK Osijek (3:0)

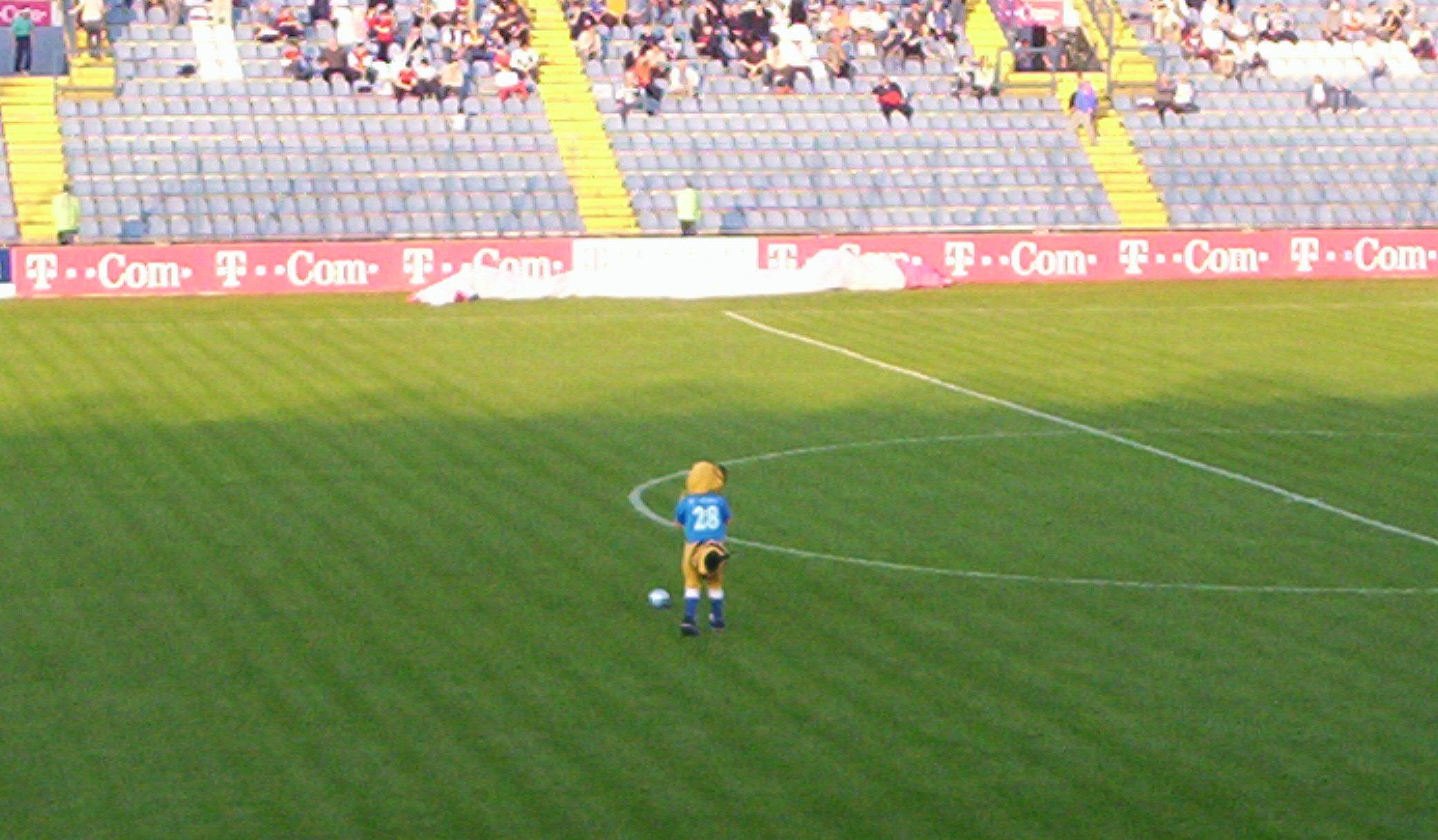
Maskottchen Hummel (auf Kroatisch: bumbar)

Das Stadion befindet sich direkt an der Zagreber Str. (Zagrebačka ulica). Errichtet wurde es dort 1931 gegenüber der Textilfirma Varteks d.o.o. für die Erholung der Firmenmitarbeiter.
Mit der Zeit änderte sich das Stadion und wurde den entsprechenden UEFA-Kriterien zur Austragung internationaler Spiele angepasst.
Es fasst im heutigen Zustand 9.600 Sitzplätze, davon 4.100 überdacht auf der Haupttribüne (Zapad – Westen), 4.400 nicht überdachte Plätze auf der Gegentribüne (Istok – Osten), sowie 1.100 nicht überdachte Plätze auf der Fantribüne rechts (Jug – Süden). Auf der Nordseite (Sjever) steht noch keine Tribüne, geplant ist jedoch eine mit Empfangshalle und Restaurant im Erdgeschoss. Die Stadionbeleuchtung wird mit 1400 Lux angegeben und ist außergewöhnlich: Der Verein hat für die Errichtung der Beleuchtung nicht in die eigenen Taschen greifen müssen, vielmehr war es ein Geschenk der Firma Dalekovod an den Verein für eine hervorragende Saison, in der man nur knapp die Meisterschaft verpasste, sich aber mit dem dritten Platz und dem Erreichen des Pokalfinals einen Startplatz im europäischen Wettbewerb sicherte.
Zum Stadion zählen auch noch drei Trainingsplätze, einer davon beleuchtet, und der neueste (Fertigstellung Ende 2005) ist ein Kunstrasenplatz, womit auch im Winter gute Trainingsmöglichkeiten gegeben sind.